# فرودگاه (کالیفرنیا)
فرودگاه، کالیفرنیا (به انگلیسی: Airport, California) یک منطقهٔ مسکونی در ایالات متحده آمریکا است که در کالیفرنیا واقع شده‌است.

## خصوصیات
فرودگاه ۱٫۵۴۵ کیلومترمربع مساحت و ۱٬۹۶۴ نفر جمعیت دارد و ۲۸٫۰۴ متر بالاتر از سطح دریا واقع شده‌است.